# Мирослав Пашајлић
Мирослав Пашајлић (Нови Сад, 7. фебруар 1995) бивши је српски кошаркаш. Играо је на позицији плејмејкера.

## Каријера
Пашајлић је сениорску каријеру почео у Војводини Србијагас током сезоне 2012/13, а након тога је две сезоне наступао за ужичку Слободу. Посебно добар је био у другој сезони, када је бележио 16,9 поена 4,7 скокова и 3,8 асистенција по мечу у Другој лиги Србије. У лето 2015. потписао је трогодишњи уговор са Игокеом. Ипак, боје Игокее бранио је само две сезоне и учествовао је у освајању четири национална трофеја (два првенства и два купа). У августу 2017. потписао је за Босну. Почетком децембра 2017. напустио је Босну и прешао у екипу Вршца. У сезони 2018/19. је био играч Хелиос санса, а наредну 2019/20. је провео у Динамику. Такмичарску 2020/21. је почео у екипи Металца, али се током сезоне вратио у Динамик. У августу 2021. се вратио у Хелиос сансе.

## Успеси

### Клупски
- Игокеа:
  - Првенство Босне и Херцеговине (2): 2015/16, 2016/17.
  - Куп Босне и Херцеговине (2): 2016, 2017.